# Ланьчжоуський камінь
Ланьчжоуський камінь — недоречний артефакт — камінь, всередині якого вставлений металевий стрижень з різьбленням. Виявлений 2002 року китайським колекціонером із Ланьчжоу на ім'я Жилін Ван. Артефакт виявивлений поблизу гірського регіону Марзонг на кордоні провінцій Ганьсу та Сіцзян у Китаї.
Розмір каменя 8 см × 6 см × 6 см. Вага 466 грам.

## Інтернет-ресурси
- Пам'ятки історії